# Joachim Lehrmann
Joachim Lehrmann (* 1949 in Einbeck) ist ein deutscher Ingenieur, Genealoge, Heimatforscher und Autor für Regionalgeschichte. Er lebt seit 1972 in Hämelerwald in der Region Hannover.

## Leben und Werk

### Ausbildung und Beruf
Joachim Lehrmann wuchs in Einbeck auf, besuchte die dortige Goethe-Schule und erlernte den Beruf des Werkzeugmachers. Die Ausbildung schloss er als Landessieger dieses Faches im Leistungswettbewerb des Deutschen Handwerks für die Bundesländer Niedersachsen und Bremen (Landesinnungsverband Metall Niedersachsen und Bremen) im Jahr 1970 ab. Er studierte Maschinen- und Apparatebau an der Hochschule Hannover mit dem Abschluss als Diplomingenieur. Dabei führte er zeitweilig das Corps der studentischen Verbindung Tubalia.
Während seiner Berufstätigkeit in der Forschung und Vorentwicklung (Konstruktion und Steuerungstechnik) der WABCO-Westinghouse GmbH in Hannover mit einem Schwerpunkt in automotiver Steuerungstechnik (Pneumatik und Elektronik) zählte er mit zu einem kleinen Kreis von Entwicklern und Erfindern einer neuartigen elektropneumatischen Schaltung für schwere Nutzfahrzeuge. Sie war mit ausschlaggebend für die Wahl des Mercedes-Benz SK (Schwere Klasse) zum „Truck of the year“ 1990.

### Engagement für Regionalgeschichte und Natur
Bereits in der Jugend entwickelte Joachim Lehrmann Interesse an der Heimatgeschichte der Region zwischen Lüneburger Heide, Harz und Weser. Die Erforschung eigener Vorfahren in diesem Gebiet gab die Impulse zu zahlreichen familien- und regionalgeschichtlichen Publikationen, darunter 10 Bücher und zahlreiche Aufsätze.
Als Heranwachsender befasste sich Lehrmann mit Botanik und Entomologie. Zu seinen ihn prägenden Lehrern und begleitenden Mentoren zählten der Naturschutzbeauftragte für den Landkreis Einbeck, Jürgen Koch, sowie der Schlupfwespenforscher Rolf Hinz. Eine in diesem Rahmen von Lehrmann aufgebaute Schmetterlingssammlung steht seit 2018 der Forschung an der Universität Rostock zur Verfügung.
Lehrmann betrieb jahrzehntelang eigene Familienforschung, u. a. bezüglich seiner Vorfahrenfamilie van Twedorp/von Zweydorff, zusammen mit Dieter von Zweydorff aus Rostock. Die Ergebnisse flossen großenteils ein in dessen „Familientafeln von Zweydorff/van Twedorp“ 1984 sowie in die ersten Bände der später folgenden Erweiterungen der Tafeln von 2006. In diesem Zusammenhang erfolgte die Erforschung zahlreicher Braunschweiger und Lüneburger Patrizierfamilien. Deren fortwährende Verwicklungen in Fehden des Mittelalters führten zu Publikationen der Themen Raubritter und Räuberbanden unter regionalem Aspekt.
Nach archivalischen Tätigkeiten, gerade auch bezüglich eigener Vorfahren als Mühlenbesitzer und Papierfabrikanten (Büttenpapier), u. a. in dem Mühlendorf Räbke am Elm, bezeichnete Lehrmann diesen Ort als „Niedersachsens altes Papiermacherdorf“, einen der zeitweilig großen Papier-Standorte in Niedersachsen und Preußen. Weiterhin erhellten diese Aktivitäten die frühe Geschichte des Buchhandels und die Verlagsgeschichte an Niedersachsens damals einziger Universität in Helmstedt. Im Rahmen seiner papiergeschichtlichen Forschungen zeigte Lehrmann auf, welche Bedeutung dem Herzogtum Braunschweig-Wolfenbüttel an der Erfindung des Holzpapiers zukommt. Frauen unter seinen Vorfahren, die der Hexerei bezichtigt wurden, veranlassten ihn zu Recherchen und zur Befassung mit Hexenprozessen. Das führte zur Entdeckung des in Vergessenheit geratenen engagierten Kämpfers gegen den seinerzeit etablierten Hexenwahn Justus Oldekop, der in seiner Zeit recht einsam dastand.

## Werke

### Schriften (Auswahl)
- RÄBKE (am Elm), Niedersachsens altes Papiermacherdorf – Einst Standort bedeutender Papiermühlen. Hrsg. vom Räbker Förderverein Mühle Liesebach e. V., 2014
- Hexen- und Dämonenglaube im Lande Braunschweig. Die Geschichte einer Verfolgung unter regionalem Aspekt (stark erweiterte und überarbeitete 2. Auflage), Lehrte 2009, ISBN 978-3-9803642-8-7
- Goldmacher, Gelehrte und Ganoven. Die Suche nach dem Stein der Weisen in den Ländern Braunschweig, Hannover, Hildesheim. Lehrte 2008, ISBN 978-3-9803642-7-0
- Raub, Mord und Brand – Raubritter zwischen Heide, Harz und Weser. Streifzüge ins ausgehende Mittelalter - nach den Quellen dargestellt. Selbstverlag Lehrte 2007, ISBN 978-3-9803642-6-3
- Hexenverfolgung in Hannover-Calenberg (und Calenberg-Göttingen), Lehrte 2005, ISBN 978-3-9803642-5-6
- Räuberbanden zwischen Harz und Weser – Braunschweig, Hannover, Hildesheim und Südniedersachsen, Lehrte 2004, ISBN 978-3-9803642-4-9
- Für und wider den Wahn. Hexenverfolgung im Hochstift Hildesheim. Erstmals dokumentiert und Ein Streiter wider den Hexenwahn. Niedersachsens unbekannter Vordenker der Aufklärung (Justus Oldekop). Lehrte 2003, ISBN 978-3-9803642-3-2
- Kreuzzüge, Heidenkampf und Ketzerverfolgung unter regionalem Aspekt / Hildesheimer und Braunschweiger Bezüge, Lehrte 2000, 243 S. ISBN 978-3-9803642-2-5
- Hexen- und Dämonenglaube im Lande Braunschweig / Die Geschichte einer Verfolgung unter regionalem Aspekt, Hannover, 1997, ca. 200 S. ISBN 978-3-9803642-1-8
- Herausragende Standorte der Buch- und Papiergeschichte in Niedersachsen / Helmstedter und Räbker Buch- und Papiergeschichte, Lehrte/Hämelerwald, 1994, ISBN 978-3-9803642-0-1

### Andere Medien
- CD: Genealogie mobiler Personengruppen – Spannende Geschichte und die Überwindung manch Toten Punktes. 2005. Überblick in zugehöriger Broschüre S. 45.[8]
- CD: Justus Oldekop und der Hexenwahn (Buch & Regie: Silas Degen, Radio Tonkuhle 2017), Historienhörspiel auf Basis von „Für und wider den Wahn“